# Thabena biplaga
Thabena biplaga är en insektsart som först beskrevs av Walker 1851.  Thabena biplaga ingår i släktet Thabena och familjen sköldstritar. Inga underarter finns listade i Catalogue of Life.